# Potemkinova sela
Potemkinova sela je fraza, koja označava nešto – što u stvarnosti ne postoji, već postoji samo kao privid i opsjena. 
Ova metafora nazvana je po ruskom vojskovođi i knezu Grigoriju Aleksandroviču Potemkinu, koji je u vrijeme Rusko-turskog rata 1787. – 1792. postao namjesnik novoosvojenih krajeva (Krim i priobalje Crnog mora). Potemkin je tada po opustjelim stepama južne Rusije dao sagraditi pored puta (kojim je carica Katarina II. sa svojom pratnjom imala kretati) lažna sela kulise, s lažnim seljacima (manekenima), lažnim pastirima i lažnim stadima (koja su premještana po potrebi). Time je obmanuo caricu Katarinu II., koja je prolazeći tuda 1787. na svom putu za Krim, vidjela lažnu sliku brze i uspješne obnove kojom je rukovodio Potemkin.

## Vanjske poveznice
- Douglas Smith, Ljubav i osvajanje: Osobna prepiska između Katarine II. Velike i kneza Potemkina  Arhivirana inačica izvorne stranice od 25. kolovoza 2011. (Wayback Machine)
- Danska: Potemkinovo selo  Arhivirana inačica izvorne stranice od 2. veljače 2009. (Wayback Machine)
- Potemkinova sela našega muzeja, Prigorski glasnik, br. 124, Sveti Ivan Zelina, 17. prosinca 2015., str. 20-21